# Menkoiガールズの5時に一筆!!
『Menkoiガールズの5時に一筆!!』（メンコイガールズのごじにいっぴつ）は、2018年4月4日から2021年9月29日までラヂオななみ（エフエム玉村）といせさきFMで放送されたラジオ番組。

## 番組概要
群馬県のご当地アイドルグループ・Menkoiガールズの冠番組で、毎回メンバーの中から3人がパーソナリティを務めていた。回によってはメンバー2人で進行することもあった。
放送は、JA佐波伊勢崎たまむら支店内に設けられたラヂオななみのサテライトスタジオから行われていた。またラジオ放送と並行して、スタジオの模様がストリーミングサービスのSHOWROOMで生配信されていた。一般人のスタジオ来場および観覧が可能で、来場者は番組が用意したプレゼントの抽選会に参加できた。
番組は、リスナーからのお便りや曲のリクエストを募集していた。投稿はメールで行う方式であった。
放送時間は、ラヂオななみ・いせさきFMともに毎週水曜 17:00 - 19:00（日本標準時）。放送開始から1年間は生放送を基本としていたが、2019年4月からは毎月第2・4週のみが生放送で、それ以外の週では収録放送という形に改められた。

## 出演者
いずれもMenkoiガールズのメンバー。
- パーソナリティ：YU-KI（ユウキ）[6]
- 準レギュラー：Misaki（ミサキ），YUI（ユイ）[6]

## コーナー
番組開始時点でのデータを記載。
- 天気予報ニュース〔群馬県〕（17:10, 18:15）
- 玉村町からのお知らせ〔玉村町行政情報番組【提供：玉村町】〕（17:30）
- ダイヤルMenkoi
- イベントインフォメーション（17:35）
- コトバのススメ！（毎週）
- ぐんまークイズ！（毎週）